# Anaspis duryi
Anaspis duryi är en skalbaggsart som beskrevs av Liljeblad 1945. Anaspis duryi ingår i släktet Anaspis och familjen ristbaggar. Inga underarter finns listade i Catalogue of Life.